# Taylor Glockner
Taylor Glockner (nascido em 30 de julho de 1991) é um ator australiano. Pouco depois de se formar no Film and Television Studio International, ele foi escalado como Boges na minissérie de televisão Conspiracy 365 . De 2013 a 2014, Glockner interpretou Mason Turner na novela Neighbours . Em 2015, ele apareceu na série de televisão Mako: Island of Secrets como Chris.

## Vida pessoal
Taylor Glockner nasceu em Brisbane . Ele frequentou a Anglican Church Grammar School e depois a Queensland University of Technology, onde adiou um curso de negócios para ingressar no programa de atuação em tempo integral no Film and Television Studio International em West End . Glockner se formou em maio de 2011.

## Carreira
Duas semanas depois de se formar na escola de teatro, Glockner foi escalado como Boges na minissérie televisiva Conspiracy 365, baseada nos romances de Gabrielle Lord. Ele inicialmente fez o teste para o papel de Callum Ormond, mas perdeu o papel para Harrison Gilbertson . No entanto, Glockner impressionou os agentes de elenco e eles reescreveram a parte de Boges para o ator. Glockner ficou na casa da tia em Melbourne, enquanto filmava Conspiracy 365 . Glockner também fez uma aparição especial em The Strange Calls, e The Elephant Princess, da ABC2 .
Em novembro de 2012, Glockner se juntou ao elenco de Neighbours no papel regular de Mason Turner . Glockner já havia feito um teste para papéis convidados no programa, antes dos produtores decidirem que queriam desenvolver um personagem de longo prazo especificamente para ele. Glockner disse a Brooke Hunter de Femail que o ex-membro do elenco de Neighbours , Guy Pearce, foi um de seus principais motivos para fazer o teste para o show, já que Pearce é sua inspiração. Glockner tinha um contrato de dois anos com a Neighbours, mas em 3 de dezembro de 2013, foi anunciado que Glockner deixaria o show. Tanto os produtores quanto Glockner – que havia filmado quase 1.000 cenas em um ano – sentiram que o personagem de Mason precisava de um descanso. Glockner não descartou um retorno à Neighbours no futuro.
Em maio de 2014, foi anunciado que Glockner havia sido escalado para o próximo filme independente No Two Snowflakes, dirigido por Ron V. Brown. Ele interpreta Finn no filme. Glockner também apareceu na segunda temporada de Mako: Island of Secrets, e reprisou seu papel na terceira temporada.

## Filmografia
| Ano       | Título                  | Função         | Notas                                             |
| --------- | ----------------------- | -------------- | ------------------------------------------------- |
| 2010      | The Verge               |                | Episódio: "Chemical Brothers"                     |
| 2011      | The Elephant Princess   | DJ de festa    | Episódios: "Feud" e "Sacrifício"                  |
| 2012      | The Strange Calls       | Bosh Mackenzie | Episódio: "Napoleão"                              |
| 2012      | Conspiração 365         | Boges          |                                                   |
| 2013–2014 | Neighbours              | Mason Turner   | Série regular                                     |
| 2014      | Neighbours vs Zombies   | Mason Turner   | Série online                                      |
| 2015-2016 | Mako: Island of Secrets | Chris          | Convidado (2ª temporada) Recorrente (Temporada 3) |
| 2017      | No Two Snowflakes       | Finn           | Longa metragem                                    |